# 곡수초등학교
곡수초등학교는 대한민국 경기도 양평군에 있는 공립 초등학교이다.  양평에서 학생 수가 가장 적은 초등학교이다.

## 학교 연혁
- 1949년 9월 1일: 지제국민학교 곡수분교장 개교
- 1949년 11월 28일: 곡수국민학교로 승격

## 참고 자료
- 곡수초등학교 - 한국교육학술정보원 학교알리미